# Surdisorex polulus
Surdisorex polulus är en däggdjursart som beskrevs av Hollister 1916. Surdisorex polulus ingår i släktet Surdisorex och familjen näbbmöss. IUCN kategoriserar arten globalt som sårbar. Inga underarter finns listade i Catalogue of Life.
Denna näbbmus är bara känd från tre individer som hittades på Mount Kenya. De hittades vid 3260 meter över havet. Regionen var täckt av bergsängar.
Arten blir 85 till 92 mm lång (huvud och bål), har en 26 till 32 mm lång svans och väger 16 till 21 g. Bakfötterna är 14 till 16 mm långa. Den tjocka och täta pälsen på ovansidan bildas av hår som är mörkgråa nära roten och chokladbruna vid spetsen. Vid stjärten är några långa svarta hår inblandade. Undersidan är täckt av ljusare päls som kan ha en röd skugga. De små ögonen är nästan helt gömda i pälsen. Det finns inga yttre öron. Surdisorex polulus har breda framtassar med långa klor för att gräva i marken. Svansen är täckt av kortar borstar.
Näbbmusen kan vara natt- och dagaktiv. Den äter främst daggmaskar och kanske andra smådjur. Surdisorex polulus har annars samma levnadssätt som Surdisorex norae.